# Robert Forell
Johann Robert Peter Jakob Forell (né le 27 avril 1858 à Bockenheim, mort le 18 mai 1927 à Francfort-sur-le-Main) est un peintre prussien.

## Biographie

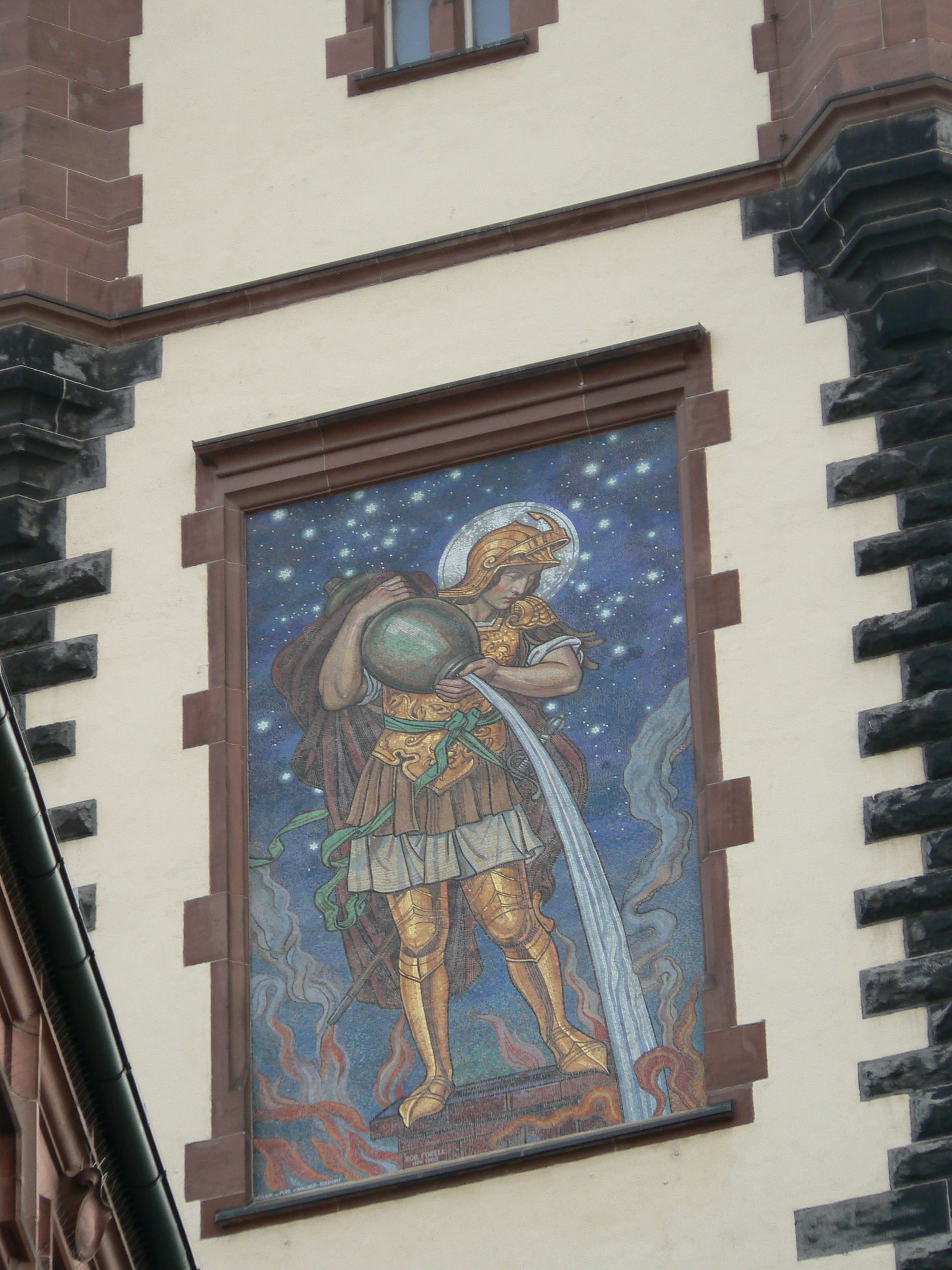
Saint Florian, mosaïque en verre sur l"hôtel de ville, Francfort-sur-le-Main, 1902

Il est d'abord l'élève du professeur de dessin Heinrich Hasselhorst à l'École Städel. En 1874, il séjourne pour la première fois avec son ami German Grobe dans l'auberge Haase de Willingshausen, lieu de rencontre des peintres (de). Forell rencontre notamment Hermann Sondermann et Fritz Sonderland (de), Werner Leineweber et Adolf Lins de l'école de peinture de Düsseldorf. À la Städelschule, il entre en 1875 dans la classe d'Edward von Steinle, où il reste jusqu'en 1880. Puis il va à l'académie des beaux-arts de Düsseldorf. De 1880 à 1887, il est l'élève de Wilhelm Sohn, Carl Ernst Forberg, Eduard Gebhardt et Julius Roeting. Il fait également des visites d'étude aux Pays-Bas, en Suisse et en Italie durant cette période.
À partir de 1891, il s'installe de nouveau à Francfort-sur-le-Main et est actif en tant que peintre romantique, principalement dans les peintures historiques et de genre, puis en tant que peintre paysagiste. Il est membre de la Société des artistes de Francfort dont il devient le président en 1902. Il est décore de la 3e classe de l'Ordre de la Couronne de Prusse.